# Manouchehr Ahmadov
Manouchehr Murotovich Ahmadov (tiếng Tajik: Манучеҳр Аҳмадов; sinh ngày 28 tháng 10 năm 1992) là một cầu thủ bóng đá Tajikistan thi đấu cho FK Khujand, và Đội tuyển bóng đá quốc gia Tajikistan.

## Sự nghiệp

### Câu lạc bộ
Ngày 29 tháng 12 năm 2015, Ahmadov phá vỡ hợp đồng với câu lạc bộ Bahrain Al-Ahli. Ngày 3 tháng 1 năm 2016, Ahmadov được FK Khujand đăng kí đê tham gia chiến dịch Cúp AFC 2016.

### Quốc tế
Ahmadov có màn ra mắt cho Tajikistan ngày 13 tháng 10 năm 2015 trước Jordan.

## Thống kê sự nghiệp

### Quốc tế
| Đội tuyển quốc gia Tajikistan | Đội tuyển quốc gia Tajikistan | Đội tuyển quốc gia Tajikistan |
| Năm                           | Số trận                       | Bàn thắng                     |
| ----------------------------- | ----------------------------- | ----------------------------- |
| 2015                          | 1                             | 0                             |
| 2016                          | 2                             | 0                             |
| 2018                          | 2                             | 0                             |
| Tổng                          | 5                             | 0                             |

Thống kê chính xác đến trận đấu diễn ra ngày 28 tháng 12 năm 2018